# 6769 Брокофф
6769 Брокофф (6769 Brokoff) — астероїд головного поясу, відкритий 15 лютого 1985 року.
Тіссеранів параметр щодо Юпітера — 3,503.